# Uschi Glas

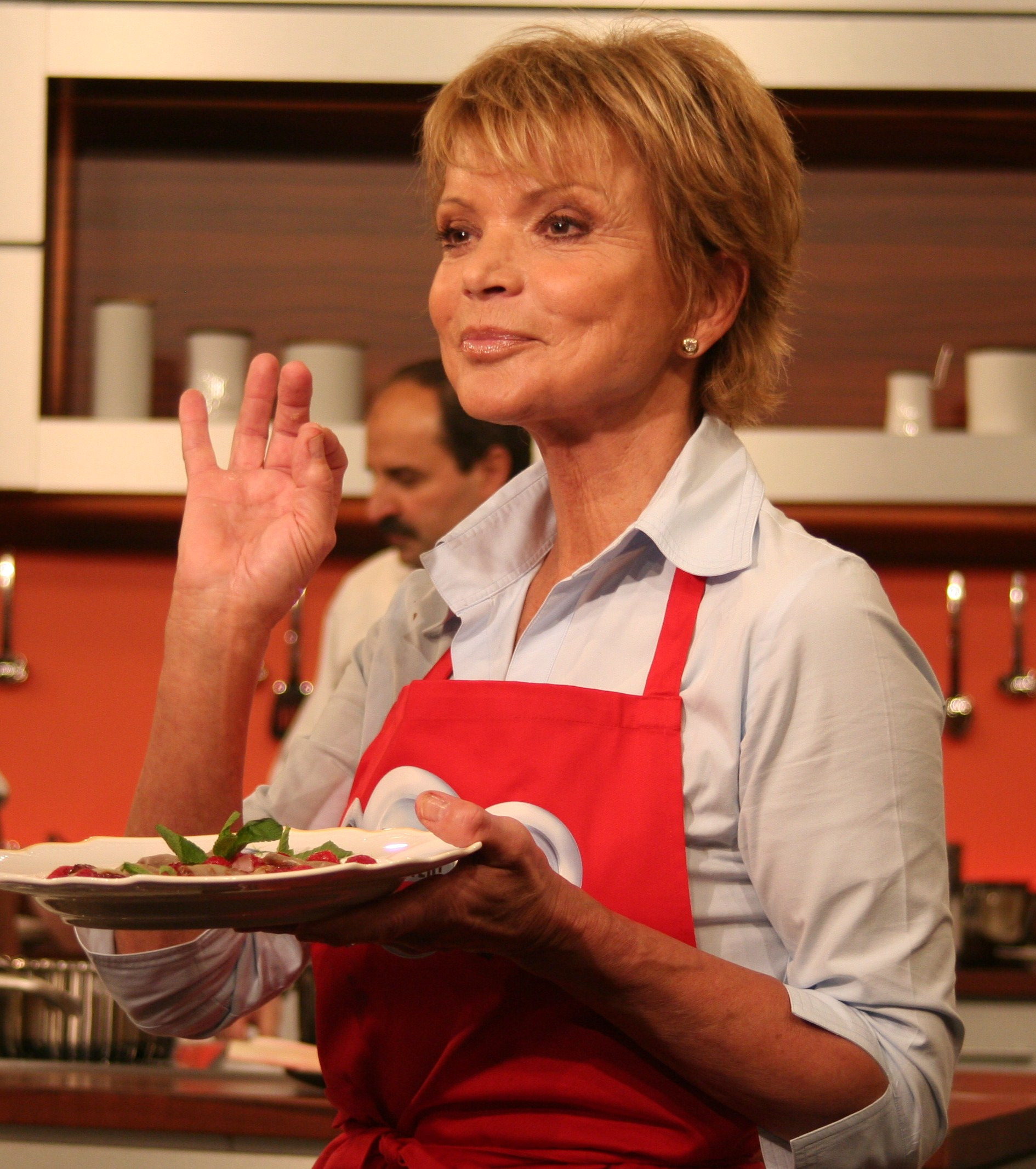
Uschi Glas (2010)

Uschi Glas,  egentligen Helga Ursula Glas, född 2 mars 1944 i Landau an der Isar, är en tysk skådespelare.
Uschi Glas växte upp under enkla förhållanden i Landau an der Isar. 1960 tog hon realexamen och började arbeta som bokhållare i Dingolfing. 1964 flyttade hon till München och sökte sig till filmen. 
Uschi Glas blev känd för den breda allmänheten för sin roll i Zur Sache, Schätzchen (1968). Hon spelades huvudrollen i flera filmer tillsammans med Roy Black. Under 1970-talet började hon medverka i TV-serier. Hon har spelat huvudrollen i serier som Polizeiinspektion 1, Unsere schönsten Jahre och Zwei Münchner in Hamburg, Tierärztin Christine, Anna Maria - eine Frau geht ihren Weg och Sylvia - eine Klasse für sich.